# Iftah 9albek
Iftah 9albek (en arabe : إفتح قلبك, Iftaḥ Qalbek), autrefois Iftah Kalbek est une émission télévisée, version algérienne de l'émission française Y'a que la vérité qui compte présentée par Salima Souakri et diffusée depuis 24 novembre 2016 sur Echorouk TV.

## Episodes
| Seasons | Seasons | Epéisodes | Premier épisode  | Épisode final |
| ------- | ------- | --------- | ---------------- | ------------- |
|         | 1       | 23        | 24 novembre 2016 | 4 mai 2017    |
|         | 2       | TBA       | 28 novembre 2017 | TBA           |